# The Foolish Matrons
The Foolish Matrons is een Amerikaanse dramafilm uit 1921 onder regie van Clarence Brown en Maurice Tourneur.

## Verhaal
De film vertelt drie verhalen over vrouwen uit New York:
1. De actrice Annis Grand maakt kennis met dokter Ian Fraser tijdens een auto-ongeluk. De overwerkte arts begint verdovende middelen te gebruiken. Annis geeft haar carrière op om hem te helpen.
2. Georgia is getrouwd met de advocaat Lafayette Wayne. Omdat ze samen wordt gezien met de miljonair Chester King, wordt ze uiteindelijk afgewezen door de beide mannen.
3. De jonge journaliste Sheila Hopkins besluit te trouwen, omdat ze geen oude vrijster wil worden. Ze is egoïstisch en denkt alleen maar aan haar carrière. Haar man Anthony Sheridan begint daardoor te drinken.

## Rolverdeling
| Acteur            | Personage           |
| ----------------- | ------------------- |
| Hobart Bosworth   | Dr. Ian Fraser      |
| Doris May         | Georgia Wayne       |
| Mildred Manning   | Sheila Hopkins      |
| Kathleen Kirkham  | Annis Grand         |
| Betty Schade      | Geheimzinnige vrouw |
| Margaret McWade   | Eugenia Sheridan    |
| Charles Meredith  | Lafayette Wayne     |
| Wallace MacDonald | Anthony Sheridan    |
| Michael Dark      | Chester King        |
| Frankie Lee       | Bobby               |